# Винг (Северна Дакота)
Винг (енгл. Wing) град је у америчкој савезној држави Северна Дакота.

## Демографија
По попису из 2010. године број становника је 152, што је 28 (22,6%) становника више него 2000. године.
| Група             | 2000.       | 2010.       |
| Белци             | 123 (99,2%) | 143 (94,1%) |
| Афроамериканци    | 0 (0,0%)    | 0 (0,0%)    |
| Азијати           | 0 (0,0%)    | 0 (0,0%)    |
| Хиспаноамериканци | 0 (0,0%)    | 1 (0,7%)    |
| Укупно            | 124         | 152         |